# Генерал поліції 2-го рангу
Генерал поліції другого рангу — спеціальне звання вищого складу  Національної поліції України. Введене у 2015 році.
Генерал поліції 2-го рангу старше за рангом від генерала поліції 3-го рангу, та молодше від генерала поліції 1-го рангу.

## Історія
2 липня 2015 року згідно зі ст. 80 розділу VII («Загальні засади проходження служби в поліції») Закону України «Про Національну поліцію», були встановлені спеціальні звання поліції. Нові звання дещо відрізняються від попередніх спеціальних звань міліції.
Згідно з п. 2, ст. 83 Закону мінімальний строк вислуги для отримання звання генералів третього та другого рангів не встановлюються. Згідно з п. 2, ст. 76 Закону генерали поліції другого рангу (як і інші генерали та полковники) перебувають на службі до досягнення 60 років.
Згідно з розділом ХІ «Прикінцеві та перехідні положення» при переатестації працівники міліції, що мали спеціальне звання генерал-лейтенант міліції, мали можливість отримати спеціальне звання генерала поліції другого рангу.

## Знаки розрізнення
За знаки розрізнення генерали другого рангу мають на погонах по дві великі восьмипроменеві зірки, які розташовується над Малим гербом України, оточеним вінком. Зірки і вінок сріблясті, герб України золотистий на блакитному фоні.